# Pleurophora
Pleurophora es un género  de plantas con flores perteneciente a la familia Lythraceae. Comprende 13 especies descritas y de estas, solo 6 aceptadas.

## Taxonomía
El género fue descrito por David Don y publicado en Edinburgh New Philosophical Journal 12: 112. 1837. La especie tipo es: Pleurophora pungens D. Don	

## Especies aceptadas
A continuación se brinda un listado de las especies del género Pleurophora aceptadas hasta noviembre de 2014, ordenadas alfabéticamente. Para cada una se indica el nombre binomial seguido del autor, abreviado según las convenciones y usos.	
- Pleurophora anomala (A.St.-Hil.) Koehne
- Pleurophora patagonica Speg.
- Pleurophora polyandra Hook. & Arn.
- Pleurophora pungens D. Don
- Pleurophora pusilla Hook. & Arn.
- Pleurophora saccocarpa Koehne